# Abitesartan
El abitesartán o abitesartano (INN) es un antagonista de los receptores de angiotensina II.